# تمثل (أحياء)
التمثل هو استخدام الأغذية المهضومة أو مواد أولية أخرى صالحة من أجل إعادة بناء الخلايا.

## أمثلة على التمثل الحيوي
- التركيب الضوئي الذي يتم من خلاله تحويل الماء وثاني أكسيد الكربون إلى جزيئات عضوية في النبات
- تثبيت النيتروجين من التربة في جزيئات عضوية تقوم به بكتيريا معايِشة تعيش في جذور بعض النباتات كالبقول
- امتصاص المغذيات (المواد المغذية) بعد هضم الطعام في الأمعاء وتحويلها إلى نسج الجسم وسوائله